# ToneLoc
ToneLoc est un composeur d’attaque fonctionnant sur MS-DOS.
Comme les autres composeurs d’attaque, ToneLoc est un logiciel qui balaie une série de numéros de téléphone fournis par l’utilisateur à la recherche d’un autre appareil électronique ou d’un réseau de communications. Lorsqu’il trouve un appareil électronique ou un réseau de communications, ToneLoc tente d’y accéder frauduleusement en brisant le mot de passe de l’appareil ou du réseau.
Ce logiciel a été écrit au début des années 1990 par deux programmeurs connus sous les pseudonymes de Minor Threat et Mucho Maas. Le nom ToneLoc est une abréviation des mots anglais tone locator qui signifient « localisateur de tonalité ». Le nom est aussi un jeu de mots sur le nom du rappeur et acteur américain Tone Lōc. 
Le code source de ToneLoc a été rendu public le 17 avril 2005.